# Koszmosz–374
A Koszmosz–374 (oroszul: Космос 374) szovjet katonai űreszköz, elfogóvadász műhold.

## Küldetés
Manőverezésre felkészített elfogóvadász műhold, programjával segítette a földi személyzet felkészítését. Az anti-műhold fegyverek (ASAT) célja, hogy  a világűrből támadó, nukleáris robbanótöltettel felszerelt műholdakat megsemmisítse.

## Jellemzői
A Központi Mérnöki Tervezőiroda (oroszul: Центральное конструкторское бюро машиностроения – ЦКБ) tervezte és felügyelte építését. Az ISZ–A és az ISZ–P műholdakat a Cselomej vezette OKB–52 fejlesztette ki és építette meg. Üzemeltetője a moszkvai Honvédelmi Minisztérium (oroszul: Министерство обороны – MO).
Megnevezései:  COSPAR: 1970-089A; SATCAT kódja: 4594.
1970. október 23-án  indították a Bajkonuri űrrepülőtérről az LC90–19 (LC–Launch Complex) jelű indítóállványról,  Ciklon–2 (11K69) típusú hordozórakétával állították alacsony Föld körüli pályára (LEO = Low-Earth Orbit). Orbitális pályája 106,48 perces, 62,96° hajlásszögű, az elliptikus pálya perigeuma 517 kilométer, apogeuma 1609 kilométer.
A Koszmosz–373 célműholdat az elfogó űrobjektum 1970. október 23-án sikeres manőverek végrehajtásával megközelítette, majd elválás után az önmegsemmisítő felrobbantotta a repeszbombát.
ISZ–A (истребитель спутник-активный – ИС–А) elfogóvadász műhold. Formája hengeres, átmérője 1,5 méter, hossza 4,5 méter, hasznos tömege 3320 kilogramm. Az űreszközre 8 napelemtáblát rögzítettek, éjszakai (földárnyék) energiaellátását újratölthető kémiai akkumulátorok biztosították. Mikrófúvókáival segítette a stabilitást és a szükségszerű pozícióváltoztatást.
Két részből állt: 
1. fő rész: vezérlési, célzómodul; számítógép; optikai rendszer; 300 kilogrammos repeszgránát,
2. hajtóanyag (300 másodperces működéshez) és a többször újraindítható mikromotor.

## Külső hivatkozások
- Koszmosz–374. lib.cas.cz. [2013. október 13-i dátummal az eredetiből archiválva]. (Hozzáférés: 2014. május 9.)
- Koszmosz–374. nasa.gov. (Hozzáférés: 2014. május 9.)
- Koszmosz–343. astronautix.com. (Hozzáférés: 2014. május 9.)
- Koszmosz–374. astronautix.com. (Hozzáférés: 2014. május 9.)
- Koszmosz–374. hobby.ru. (Hozzáférés: 2014. május 9.)

| Elődje: Koszmosz–373 | Koszmosz-program 1967 | Utódja: Koszmosz–375 |